# Мойрова Варвара Якимівна
Варвара Якимівна Мойрова (1890, Москва — 1951) — радянська революціонерка, член ВУЦВК та ВЦВК, народна комісарка соціального забезпечення Української СРР, голова Всеросійского товариства Червоного Хреста та Півмісяця.

## Життєпис
Народилася в родині купця. Закінчила гімназію в Москві.
Навчалася на фізико-математичному факультеті Вищих жіночих курсів, брала участь у студентському русі.
Член партії соціалістів—революціонерів (есерів) з 1904 року.
Працювала в Москві пропагандисткою і організаторкою. Особисто знала лідерів партії есерів Михайла Гоца і Віктора Чернова, отримувала від них завдання, здійснювала транспортування з-за кордону брошур, пропагандистських матеріалів, листівок, інструкцій, зброї і компонентів для його виготовлення в кустарних умовах.
У 1905 році брала участь у московському збройному повстанні.
Навесні 1906 року заарештована та засуджена на заслання. Невдовзі перейшла на нелегальне становище і продовжувала роботу в Москві
Член РСДРП(б) з 1917 року.
Входила до складу бойового центру РСДРП(б) у Москві, брала участь у боях на Красній Пресні і в Замоскворіччі, утверджувала радянську владу в Москві.
З лютого 1920 року — завідувачка жіночого відділу ЦК КП(б)У.
У 1921—1922 роках — народна комісарка соціального забезпечення Української СРР.
У 1928—1935 роках — кандидатка у члени виконавчого комітету Комуністичного Інтернаціоналу.
У 1935—1937 роках — голова Всеросійского товариства Червоного Хреста та Півмісяця.
У 1937 році заарештована органами НКВС, репресована. Відбула 10 років виправно-трудових таборів.
У 1956 році посмертно реабілітована.

## Праці
- Мойрова В. А. О совещании по вопросам женского труда // Коммунистка. 1922. №12.
- Мойрова В.А. О быте // Коммунистка. 1923. №3-4.
- Мойрова В.А. О делегатских собраниях // Коммунистка. 1923. № 3-4.
- Мойрова В. Я. Як розпочати і як проводити роботу серед жіночого пролетаріату та селянок. - Харків, 1921. - 43 с.